# Weimar-Berka-Blankenhainer Eisenbahn T10
Der WBBE T 10 war ein Triebwagen der Weimar-Berka-Blankenhainer Eisenbahn (WBBE), der 1940 von der Düsseldorfer Waggonfabrik ausgeliefert wurde. Dem Triebwagen ist das Bezeichnungsschema der Sekundärbahnunternehmens von Herrmann Bachstein zugrunde gelegt. Im Gegensatz zu dem äußerlich fast baugleichen WBBE T05 war der Triebwagen mit einer dieselmechanischen Kraftübertragung ausgerüstet. Der Triebwagen verblieb nach 1945 bei verschiedenen westdeutschen Privatbahnen und beendete sein aktives Betriebsleben bei der Moselbahn. Er ist heute nicht mehr vorhanden.

## Geschichte
Nachdem die Gesellschaft 1935 mit dem WBBE T 05 bereits einen Triebwagen von der Waggonfabrik Uerdingen erhalten hatte, bestellte sie 1936 ein fast gleiches Fahrzeug. Im Gegensatz zu dem T 05 wurde der Triebwagen mit einer dreifachen dieselmechanischen Leistungsübertragung konstruiert. Die Fertigung zog sich durch den Vorrang von Auslandsaufträgen und dem Ausbruch des Zweiten Weltkrieges bis 1940 hin, so dass er erst 1941 ausgeliefert wurde. Beheimatet wurde der Triebwagen im Bahnhof Kranichfeld, erste Einsätze erfolgten zwischen Kranichfeld und Bad Berka.
Ebenso wie beim T 05 traten beim T 10 Störungen auf, die auf die Steuerung der nicht ganz synchron arbeitenden Maschinenanlage zurückzuführen waren. Durch die Dreifachanlage war eine gefühlvolle Bedienung erforderlich. Mehrfach führten Wartungs- und Bedienungsfehler zum Ausfall. Es wurden Versuchsfahrten mit dem T 10, dem T 05 und dazwischengestellten Beiwagen unternommen. Wegen Kraftstoffmangel wurde der T 10 in Dampfzügen als Beiwagen eingestellt. Ende 1941 wurde er nach einem Motorausfall nach Blankenhain geschleppt und abgestellt.
Der Triebwagen wurde bei der Eröffnung der Bahnstrecke Weimar–Buchenwald als Beiwagen eingesetzt. 1944 wurde er als Beiwagen zu der Osterwieck-Wasserlebener Eisenbahn umgesetzt. Nach Ende des Krieges kam er zur Bentheimer Eisenbahn und wurde dort mit dem Gattungszeichen 6 CvdmT als Beiwagen eingesetzt. 1947 erhielt er wieder zwei Motoren von MaK. So übernahm er Leistungen auf der Farge-Vegesacker Eisenbahn. Nach einer Überholung 1951 durch die Werkstätte der Moselbahn, bei der die Inneneinrichtung, die Maschinenanlage, die elektrische Ausrüstung sowie der Anstrich erneuert wurden, erfolgte 1952 die Inbetriebnahme und zwischen Trier und Bullay. Der Triebwagen erhielt dort den Beinamen Klingender Moselländer und war bei den Fahrgästen beliebt, besonders durch die Lautsprecheranlage und das auf der Wagendecke aufgemalte Streckenband der Moselbahn. Vom Betriebsdienst hatte er den wenig schmeichelhaften Beinamen Panzerkreuzer Scharrenbach erhalten. Das zeigt die Wertschätzung des Wagens, bei dem zahlreiche Reparaturen, besonders an den Motoren, dem Laufwerk und den Strömungsgetrieben außerplanmäßig anstanden. 1963 wurde er in Trier abgestellt und von 1965 bis 1968 wieder als Beiwagen verwendet. Anschließend wurde er zerlegt.

## Technische Merkmale
Der Triebwagen war in den äußeren Abmessungen genauso lang wie der WBBE T 05. Der Grundriss war etwas anders, an den Stirnseiten waren keine Übergangstüren vorhanden. Durch die Maschinenanlage mit den kleineren Dieselmotoren konnte das Gepäck- und Dienstabteil an die eine Fahrzeugseite verlegt werden. Die Sitzplatzanzahl erhöhte sich auf 176 gegenüber dem T 05.  Weitere Unterschiede die Seitenschürzen beim mittleren Drehgestell. Die Steuerung der Maschinenanlage geschah vom Führerstand aus elektrisch und wurde pneumatisch auf die Getriebe übertragen. Daraus ergeben sich Schwierigkeiten durch die Schaltverzögerungen mit der Synchronisation der Maschinenanlage. Schon nach kurzer Betriebsdauer wurde eine Maschinenanlage schadhaft.
Die Maschinenanlage bestand ursprünglich aus drei Dieselmotoren mit Mylius-Getriebe, die unterflur gelagert wurden. Ursprünglich wurde eine Motorisierung von DWK gewählt. Nach 1947 erhielt der Triebwagen zwei Motoren von MaK. So wurde der Wagen über bis 1953 betrieben, dann wurden die Motoren noch einmal gegen solche vom Typ Büssing U 15 getauscht.